# Lord Edmund Howard
Lord Edmund Howard (ca. 1478 – 19. marts 1539) var den tredje søn af Thomas Howard, 2. hertug af Norfolk. Han er mest kendt som far til Catherine Howard, Henrik VIIIs femte hustru. 
Edmund Howard var gift tre gange. Hans første ægteskab var med Joyce Culpeper (ca 1480–1531). De fik seks børn, hvoraf Catherine Howard var den mest kendte. De to næste ægteskaber var barnløse.
Som en yngre søn i en adelige familie var Edmund Howard af god slægt, men hans økonomiske forhold var dårlige. Meget af tiden måtte han leve af gaver fra sine slægtninge.
Hans søsterdatter Anne Boleyn, Henrik VIIIs anden hustru, sørgede for, at kongen gav ham en job som controller af Calais. 